# (7647) Etrépigny
(7647) Etrépigny ist ein Asteroid des äußeren Hauptgürtels, der am 26. September 1989 vom belgischen Astronomen Eric Walter Elst am La-Silla-Observatorium (IAU-Code 809) der  Europäischen Südsternwarte in Chile entdeckt wurde.
Der Asteroid wurde nach der französischen Gemeinde Étrépigny im Département Ardennes in der Region Grand Est (bis 2015 Champagne-Ardenne) benannt.
Der Himmelskörper ist Mitglied der Koronis-Familie, einer Gruppe von Asteroiden, die nach (158) Koronis benannt ist.